# Prințul Carol al Prusiei
Prințul Friedrich Carl Alexander al Prusiei (29 iunie 1801 - 21 ianuarie 1883) a fost fiul cel mic al regelui Frederic Wilhelm al III-lea al Prusiei și al soției lui, Louise de Mecklenburg-Strelitz.

## Căsătorie
La 26 mai 1827 la Charlottenburg, s-a căsătorit cu Prințesa Marie de Saxa-Weimar-Eisenach, fiica lui Charles Frederick, Mare Duce de Saxa-Weimar-Eisenach și a soției lui Marea Ducesă Maria Pavlovna a Rusiei. Marie a fost sora mai mare a Augustei de Saxa-Weimar, soția fratelui său, Wilhelm I. Friedrich Carl și Marie au avut trei copii:
- Prințul Friedrich Karl (1828-1885); căsătorit cu Prințesa Maria Anna de Anhalt-Dessau; tatăl Louise Margaret, Ducesă de Connaught și Strathearn.
- Prințesa Louise a Prusiei (1829–1901); căsătorită cu Alexis de Hesse-Philippsthal-Barchfel
- Prințesa Anna a Prusiei (1836–1918); căsătorită cu Friedrich Wilhelm de Hesse-Kassel

Familia a locuit la Wilhelmstrasse, lângă reședința cancelarului Otto von Bismarck.